# Emiraat Asir
Het emiraat Asir, ook wel het Idrisidenemiraat Asir (Arabisch: إمارة عسير الإدريسية), Neder-Asir of kortweg Asir genoemd, was een onafhankelijk land in de regio Jizan, een gebied dat nu in het zuidwesten van Saoedi-Arabië ligt.

## Geschiedenis
Het emiraat werd in 1906 opgericht door Muhammad ibn Ali al-Idrisi in het toenmalige Ottomaanse Rijk en verklaarde zich in 1914 onafhankelijk. Gedurende de Eerste Wereldoorlog werd het emiraat gesteund door het Verenigd Koninkrijk en bereikte het land zijn maximale grootte. In 1926 kwam er een einde aan de onafhankelijkheid en werd Asir een vazalstaat van het koninkrijk Nadjd en Hidjaz, de voorganger van het koninkrijk Saoedi-Arabië, tot het op 20 november 1930 erdoor werd geannexeerd. Het zuiden van Asir was in 1925 in bezit gekomen van het Mutawakkilitisch Koninkrijk Jemen en zou in 1934 bij het Verdrag van Taif eveneens aan Saoedi-Arabië worden overgedragen.